# Dachau (stacja kolejowa)
Dachau – stacja kolejowa w Dachau, w kraju związkowym Bawaria, w Niemczech. Znajdują się tu 2 perony.